# Pianoconcert nr. 2 (Bate)
Stanley Bate voltooide zijn Pianoconcert nr. 2 in mei 1940.
Het verzoek voor het werk kwam van de Proms (versie 1940). Bates zou zelf "schitteren" in zijn eigen concert. Het zou daar echter nooit gespeeld worden (gegevens juli 2016). Bate vertrok namelijk in de vlucht voor de Tweede Wereldoorlog naar de Verenigde Staten en het werk kreeg daar dan ook haar première. Bate zat zelf achter de piano in Carnegie Hall in een uitvoering onder leiding van Thomas Beecham op 8 februari 1942. Begeleidend orkest was het New York City Symphony Orchestra. Pas veel later, december 1950, kregen de Britten het te horen. Het werk is opgebouwd in de klassieke drie delen in de volgorde snel-langzaam-snel:
- Allegro di bravura
- Andante affetuoso
- Finale: Andante maestoso - allegro vivace.

Orkestratie:
- piano
- 2 dwarsfluiten, 2 hobo’s, 2 klarinetten, 2 fagotten
- 4 hoorn, 3 trompetten, 3 trombones, 1 tuba
- pauken
- violen, altviolen, celli, contrabassen

Bate droeg het werk eerst op aan Nadia Boulanger (zijn lerares in de jaren dertig), maar vermeldde uiteindelijk zijn vrouw Peggy Granville-Hicks op het titelblad. Bekend werd het pianoconcert niet, de opname van Dutton Vocalion vermeldde World Premiere Recording.